# Storbladig storax
Storbladig storax (Styrax obassis) är en art i familjen storaxväxter som beskrevs av Philipp Franz von Siebold och Amp; Zucc.. Inga underarter finns listade i Catalogue of Life. Den förekommer naturligt i Kina, Korea och Japan. Arten odlas som trädgårdsväxt i Sverige.